# Purandar
Purandar oder auch Purandhar (Marathi:पुरंदर किल्ला) ist ein kleines indisches Dorf mit etwa 500 Einwohnern im Bundesstaat Maharashtra. Im 17. Jahrhundert spielte die auf einem etwa 1475 m hohen Berg oberhalb des Dorfes gelegene Höhenfestung (Purandar Fort) eine nicht unbedeutende Rolle in der Auseinandersetzung zwischen den Marathen und dem Mogulreich.

## Lage
Das Dorf Purandar liegt auf der Ostseite der langgestreckten Gebirgskette der Westghats (Sahyadri-Range) in einer Höhe von ca. 700 m ü. d. M. etwa 50 km südwestlich der Stadt Pune. 

## Wirtschaft
Der Bewohner des Ortes leben – größtenteils als Selbstversorger – von der Landwirtschaft. Der Tourismus spielt kaum eine Rolle.

## Geschichte
Die Geschichte des Ortes reicht bis ins 11. Jahrhundert zurück; aus dieser Zeit stammt ein mittelalterlicher Tempel im Nachbardorf Narayanpur. Um 1350 wurde der Berg von Invasoren aus Persien durch eine zweigeteilte Fortanlage befestigt, die im 14. und 15. Jahrhundert wiederholt belagert wurde. Im Jahre 1490 kam das Fort unter die Herrschaft des Dekkan-Sultanats von Berar, welches im Jahr 1596 rechtlich im Mogulreich aufging, faktisch jedoch einen der Grundpfeiler des späteren Marathenreichs unter Shivaji bildete. Dieser bemächtigte sich des Forts im Jahr 1646; sein Sohn Sambhaji wurde hier im Jahr 1657 geboren. Acht Jahre später wurde die Festung von den Truppen des Großmoguls Aurangzeb unter der Führung des Rajputen-Generals Man Singh von Amber eingenommen. Shivaji schloss noch im selben Jahr (1665) einen Friedensvertrag mit Aurangzeb, der jedoch nicht lange Bestand hatte, denn im Jahr 1670 eroberte er das Bergfort aus der Hand der Moguln zurück.

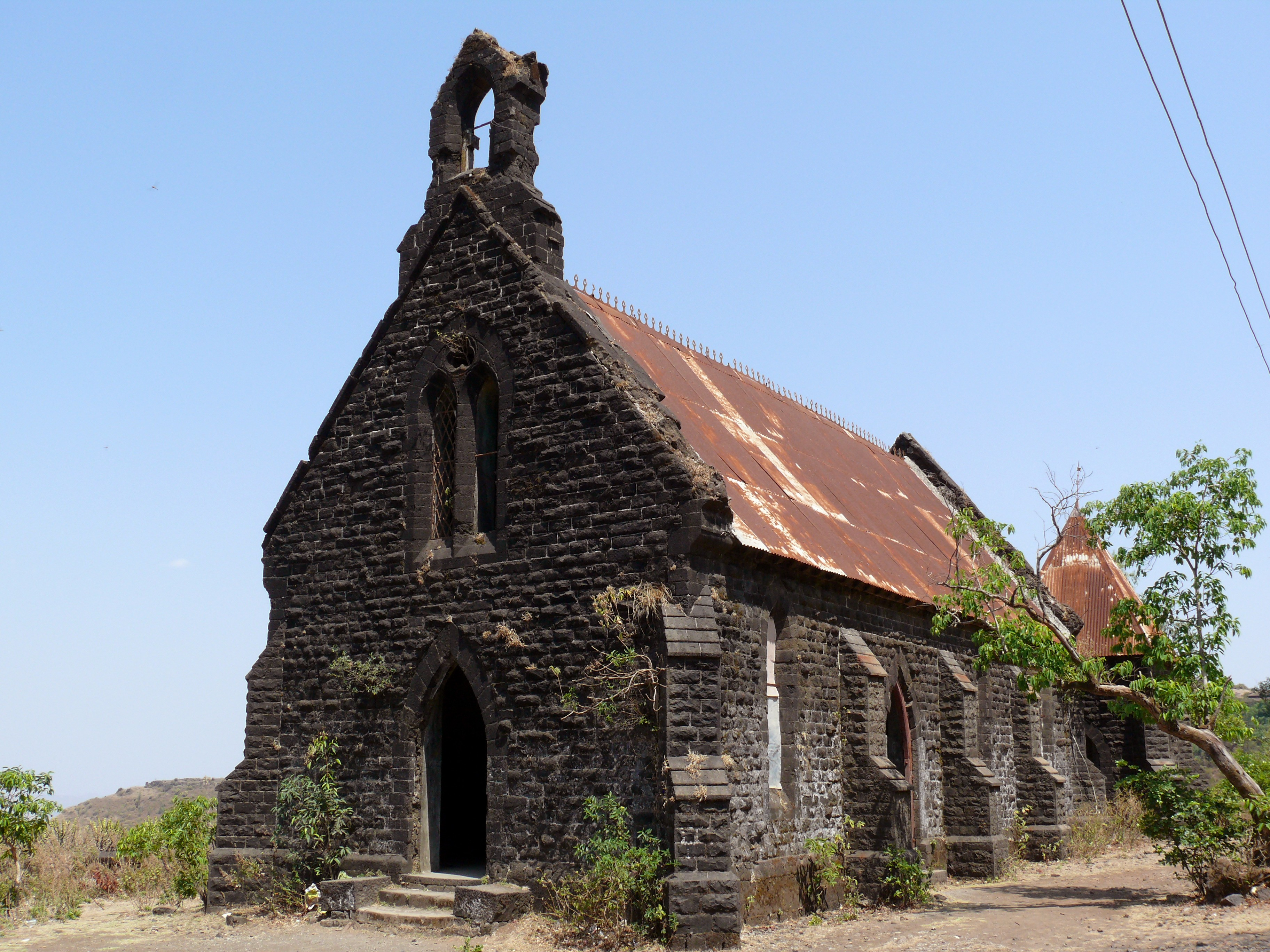
Kirche im Fortbereich

Nach dem allmählichen Zerfall des Mogulreichs übernahmen die Briten gegen Ende des 18. Jahrhunderts die Macht und hissten im Jahr 1818 im Fort ihre Fahne. Zunächst wurde eine Garnison stationiert, doch um die Mitte des 19. und in der ersten Hälfte des 20. Jahrhunderts betrieben sie dort ein Hospital für erkrankte Soldaten. Während des Zweiten Weltkriegs wurde in der Festung ein Internierungslager für deutsche Staatsbürger eingerichtet.

## Sehenswürdigkeiten
Die wichtigsten Sehenswürdigkeiten innerhalb des zweigeteilten Fortbereichs (Vajragad- und Rudramal-Fort) sind die von zwei Rundtürmen flankierte Toranlage (Dilli Darwaza), eine offene Zisterne (Padamvati Tank), die kolonialzeitliche Kirche mit kleinem Glockengiebel sowie mehrere kleine und manchmal buntbemalte Hindu-Tempel. Bei klarer Sicht sind der Aufstieg zum Fort und die Ausblicke über die umgebende Landschaft ziemlich eindrucksvoll.